# Bayonetta Origins: Cereza and the Lost Demon
Bayonetta Origins: Cereza and the Lost Demon est un jeu vidéo d'action-aventure développé par PlatinumGames et publié par Nintendo, sorti en 2023 sur Nintendo Switch. Il s'agit d'une préquelle à la série de jeux Bayonetta racontant l'histoire de la protagoniste éponyme, sous les traits de la jeune sorcière Cereza.

## Accueil
Bayonetta Origins: Cereza and the Lost Demon reçoit des critiques « généralement positives » de la part de la presse selon Metacritic.